# Taratak Bancah
Taratak Bancah is een bestuurslaag in het regentschap Sawah Lunto van de provincie West-Sumatra, Indonesië. Taratak Bancah telt 519 inwoners (volkstelling 2010).